# NGC 6482
NGC 6482 est une galaxie elliptique située dans la constellation d'Hercule. Sa vitesse par rapport au fond diffus cosmologique est de 3 767 ± 15 km/s, ce qui correspond à une distance de Hubble de 55,6 ± 3,9 Mpc (∼181 millions d'al). NGC 6482 a été découverte par l'astronome britannique John Herschel en 1830.
NGC 6482 est une galaxie LINER, c'est-à-dire une galaxie dont le noyau présente un spectre d'émission caractérisé par de larges raies d'atomes faiblement ionisés.
À ce jour, trois mesures non basées sur le décalage vers le rouge (redshift) donnent une distance de 119,067 ± 84,947 Mpc (∼388 millions d'al), ce qui est à l'intérieur des valeurs de la distance de Hubble, mais passablement incohérent comme échantillon de mesures, avec une valeur de 57,6 Mpc et une autre de 216 Mpc. Notons cependant que c'est avec la valeur moyenne des mesures indépendantes, lorsqu'elles existent, que la base de données NASA/IPAC calcule le diamètre d'une galaxie.